# 6530 Адрі
6530 Адрі (1994 GW, 1977 KB2, 1978 TG7, 1987 WA4, 1989 CG9, 2000 YM11, 6530 Adry) — астероїд головного поясу, відкритий 12 квітня 1994 року.
Тіссеранів параметр щодо Юпітера — 3,326.